# Mato Jozić
Mato Jozić (* 1. Dezember 1960 in Bok, Orašje, SFR Jugoslawien) ist ein bosnischer Politiker (HDZ BiH). Er war vom 31. März 2015 bis Ende April 2023 Justizminister der Föderation Bosnien und Herzegowina.

## Biografie
Mato Jozić wurde in Bok, Bosnien und Herzegowina, geboren, wo er auch die Schule besuchte. Er erwarb 1985 an der Juristischen Fakultät in Novi Sad seinen Hochschulabschluss als Jurist. Er legte zudem die Prüfung für den öffentlichen Dienst und die Anwaltsprüfung ab.
Von 1986 bis 1988 bekleidete er zahlreiche Positionen in der Gemeinde Orašje. Ab 1988 arbeitete er im damaligen Städtischen Dienst für innere Angelegenheiten Orašje und von 1993 bis 1994 war er Kommandant der Polizeistation Orašje. In der Zeit von 1994 bis 1996 war er zunächst stellvertretender Kommandant und dann Kommandant der Polizeiverwaltung Derventa mit Sitz in Orašje.
Von 1996 bis 2004 bekleidete er das Amt des Innenministers des Kantons Posavina. Am 1. Januar 2005 wurde er zum Direktor des kantonalen Verwaltungsdienstes Orašje ernannt, der der Bundesanstalt für Renten- und Invalidenversicherung untersteht.
Er war 2003 Mitglied der Kommission für die Umstrukturierung der Polizei von Bosnien und Herzegowina, die von der Volkskammer des Parlaments von Bosnien und Herzegowina ernannt wurde. In der Zeit von 2002 bis 2008 war er Mitglied der Kommission für den Schutz personenbezogener Daten, die vom Ministerrat von Bosnien und Herzegowina ernannt wurde. Er wurde 2009 und dann erneut 2014 zum Zweiten Stellvertreter des Präsidenten des Unabhängigen Ausschusses ernannt.